# Пингвин (сериал)
«Пингви́н» (англ. The Penguin) — американский мини-сериал, созданный Лорен Лефранк для телеканала HBO. Основан на комиксах издательства DC Comics о Пингвине, является спин-оффом фильма «Бэтмен» (2022) и рассказывает о приходе Пингвина к власти над преступным миром Готэм-Сити. Главного героя сыграл Колин Фаррелл (до этого он появлялся в роли Пингвина в «Бэтмене»), другие роли первого плана получили Кристин Милиоти и Рензи Фелиз. Изначально проект разрабатывался для стримингового сервиса Max, но в июле 2024 года перешёл к HBO.
Премьера мини-сериала «Пингвин», включающего восемь эпизодов, состоялась на телеканале HBO 19 сентября 2024 года. Существует вероятность продления шоу на второй сезон.

## Сюжет
Действие сериала начинается через неделю после событий, показанных в фильме «Бэтмен» (2022), и незадолго до событий фильма «Бэтмен. Часть 2» (2026). В центре сюжета приход Освальда «Оза» Кобба (Пингвина) к власти в преступном мире Готэм-Сити.

## Актёры и персонажи
Главные роли
- Колин Фаррелл — Освальд «Оз» Кобб / Пингвин, криминальный авторитет, в прошлом правая рука босса мафии Кармайна Фальконе, готовящийся к приходу к власти в преступном мире Готэм-Сити[4][5]. В этой версии его фамилию упростили, так как создатели посчитали фамилию Кобб более реальной и «приземлённой»[6].
- Кристин Милиоти — София Фальконе[англ.], дочь Кармайна, после смерти отца начавшая борьбу с Коббом за власть[7].
- Рензи Фелиз — Виктор Агилар[8][9].

Роли второго плана
- Майкл Келли — Джонни Витти, младший босс в семье Фальконе[10]
- Шохре Агдашлу — Надя Марони[8]
- Дирдри О’Коннелл — Фрэнсис Кобб[8]
- Клэнси Браун — Сальваторе Марони[англ.], босс мафии[11]
- Джеймс Мадио[англ.] — Милош Грапа[8]
- Скотт Коэн — Лука Фальконе[8]
- Майкл Зеген — Альберто Фальконе[англ.], сын Кармайна[12]
- Тео Росси — Джулиан Раш, врач[8]
- Кармен Эджого — Ева Карло[8]

Кроме того, в сериале снимались Франсуа Шо, Дэвид Х. Холмс, Крэйг Уокер, Джаред Абрахамсон и Марк Стронг.

## Эпизоды
| № | Название                                       | Режиссёр            | Автор сценария                | Дата премьеры    |
| - | ---------------------------------------------- | ------------------- | ----------------------------- | ---------------- |
| 1 | «After Hours» «После закрытия»                 | Крэйг Зобел         | Лорен Лефранк                 | 19 сентября 2024 |
| 2 | «Inside Man» «Инсайдер»                        | Крэйг Зобел         | Эрика Л. Джонсон              | 29 сентября 2024 |
| 3 | «Bliss» «Блажь»                                | Крэйг Зобел         | Ноэль Валдивия                | 6 октября 2024   |
| 4 | «Cent’Anni» «Столетие»                         | Хелен Шейвер        | Джон Маккатчен                | 13 октября 2024  |
| 5 | «Homecoming» «Возвращение домой»               | Хелен Шейвер        | Бреанна Гибсон и Шайе Огбонна | 20 октября 2024  |
| 6 | «Gold Summit» «Золотой саммит»                 | Кевин Брэй          | Ник Таун                      | 27 октября 2024  |
| 7 | «Top Hat» «Цилиндр»                            | Кевин Брэй          | Владимир Цветко               | 3 ноября 2024    |
| 8 | «Great or Little Thing» «Все великое и малое?» | Дженнифер Гетцингер | Лорен Лефранк                 | 10 ноября 2024   |

## Производство
К сентябрю 2021 года стриминговый сервис HBO Max начал работу над сериалом, запланированным как спин-офф фильма «Бэтмен» (2022) и рассказывающим об Освальде «Озе» Кобблпоте / Пингвине. Режиссёр «Бэтмена» Мэтт Ривз предлагал руководству студии глубже исследовать персонажа в сиквеле, однако эту идею было решено использовать при создании спин-оффа в формате сериала. Лорен Лефранк стала сценаристом, Ривз и продюсер «Бэтмена» Дилан Кларк — исполнительными продюсерами. Прежде они разрабатывали спин-офф о полиции Готэм-Сити, но в начале марта 2022 года работа над этим проектом была приостановлена, чтобы сосредоточиться на проектах об уже существующих персонажах комиксов. Вскоре после выхода «Бэтмена» в прокат HBO Max официально заказал мини-сериал под рабочим названием «Пингвин». Исполнительными продюсерами стали Лефранк, Дэниел Пипски и Адам Кассан из компании 6th & Idaho, а также Рафи Крон.
Мэтт Ривз принял участие в проекте в качестве консультанта по сценарию и по выбору режиссёров. В качестве режиссёра первых двух серий в октябре 2022 года был нанят Крэйг Зобел, ставший ещё одним исполнительным продюсером, в декабре 2023 года в число режиссёров проекта вошёл Хелен Шейвер. К февралю 2023 года ещё одним продюсером стал Билл Карраро. Проекты Ривза в рамках его вселенной «Бэтмена» перешли под контроль созданной Джеймсом Ганном и Питером Сафраном компании DC Studios, в дальнейшем они выходили под торговой маркой Elseworlds.
Сценарии писали Лефранк, Эрика Л. Джонсон, Ноэль Валдивия, Джош Маккатчен, Бреанна Гибсон, Шайе Огбонна, Ник Таун и Владимир Цветко. Работа была завершена к началу мая 2023 года. Одним из источников вдохновения, по словам Ривза, стал фильм «Долгая Страстная пятница» (1980).
К декабрю 2021 года Колин Фаррелл официально присоединился к проекту как исполнитель главной роли и исполнительный продюсер. Кристин Милиоти получила роль Софии Фальконе (октябрь 2022 года), Рензи Фелиз — роль Виктора Агилара (февраль 2023); Майклу Келли, Шохре Агдашлу и Дирдри О’Коннелл достались роли Джонни Витти, Нади Марони и Фрэнсис Кобб соответственно. В марте 2023 года к актёрскому коллективу присоединились Клэнси Браун, Майкл Зеген, Джеймс Мадио, Скотт Коэн и Тео Росси, в апреле — Кармен Эджого, Франсуа Шо и Дэвид Х. Холмс, в мае 2024 года — Марк Стронг, исполнитель роли Таддеуса Сиваны во франшизе «Расширенная вселенная DC».
Костюмы для сериала создала Хелен Хуанг, художником-постановщиком стала Калина Иванова, гримёром — Майк Марино, участвовавший в работе над «Бэтменом».
Съёмки начались 1 марта 2023 года в Нью-Йорке, причём проект получил рабочее название «Босс» (англ. Boss). Из-за забастовок сценаристов и актёров производство было остановлено в июне и возобновилось в ноябре. Съёмки закончились 17 февраля 2024 года. Монтажёром сериала стал Энди Кир.

## Релиз и оценки
В апреле 2023 года стало известно, что «Пингвин», включающий восемь эпизодов, выйдет на стриминговом сервисе Max. 12 апреля были опубликованы первые кадры со съёмок, в марте 2024 года вышел первый трейлер, в июне — второй. Журналисты под впечатлением от них писали об ассоциациях с сериалом «Клан Сопрано», с фильмом «Лицо со шрамом», о сохранении нуарной эстетики «Бэтмена».
Первая серия вышла на телеканале HBO 19 сентября 2024 года, последующие эпизоды выходили по воскресеньям с 29 сентября по 10 ноября. Сериал был доступен для просмотра и на стриминговом сервисе Max.
На сайте-агрегаторе отзывов Rotten Tomatoes «Пингвин» получил рейтинг 95 % при средней оценке 8,25 из 10. Мартин Робинсон (Sky Atlantic) оценил сериал на 5 звёзд из 5, поставив главного героя в один ряд с Тони Сопрано и Вито Корлеоне, Амон Уорманн из Empire — на 4 звезды. Обозреватель «Мира фантастики» Юлий Ким высоко оценил игру Фаррелла и общую атмосферу, но при этом отметил, что иногда «сериал превращается в битву актёрских талантов и спорных сюжетных решений».